# Agrostis pilgeriana
Agrostis pilgeriana é uma espécie de gramínea do gênero Agrostis, pertencente à família Poaceae.